# Henrique de Castro
Henrique de Castro (Angra do Heroísmo, 18 de Janeiro de 1851 — no mar entre São Miguel e Terceira, 28 de Maio de 1923) foi um grande comerciante e político açoriano, líder local do Partido Progressista, que foi governador civil substituto do Distrito de Angra do Heroísmo (18 a 31 de Maio de 1891). Era agente consular dos Estados Unidos da América e vice-cônsul da Áustria e Inglaterra em Angra do Heroísmo. 

## Biografia
Henrique de Castro era membro de uma das mais importantes famílias mercantis angrenses. Foi educado na Inglaterra e fixou-se na Terceira, onde foi um destacado capitalista e homem de negócios, com interesses no comércio, navegação e indústria. Foi proprietário da principal fábrica de produção de álcool de batata-doce da ilha Terceira. Foi sogro do político jorgense José Pereira da Cunha da Silveira e Sousa Júnior
A fábrica de álcool de Henrique de Castro, em Vale de Linhares, São Bento de Angra, denominada Fábrica Angrense de Destilação, era no seu tempo a melhor, pois utilizava a mais moderna tecnologia, tendo poucos anos depois da sua abertura absorvido a  unidade pertencente a Frederico Augusto de Vasconcelos, dando origem à primeira grande unidade de álcool no Distrito de Angra do Heroísmo. Em 1882, um ano depois da abertura da unidade de Henrique de Castro, o álcool surgia já entre as três principais exportações da ilha Terceira, juntamente com o gado bovino e os cereais..
A associação a Frederico de Vasconcelos, efectivada a aprtir de 1886, permitiu grandes investimentos e o aparecimento de um conjunto de pequenas indústrias que moldariam a economia da ilha durante a maior parte do século XX. 
Foi agente consular dos Estados Unidos da América e vice-cônsul da Áustria e Inglaterra na Terceira. Na política, Henrique de Castro era membro destacado do Partido Progressista, que liderou no distrito de Angra do Heroísmo. Essa ligação partidária levou a que exercesse o cargo de governador civil substituto, em 1891, e interino em 1893. Foi também procurador e membro da comissão executiva da Junta Geral do Distrito Autónomo de Angra do Heroísmo, logo em 1898, na primeira eleição do regime de autonomia administrativa.